# Мацумаэ (посёлок)
Мацумаэ (яп. 松前町 Мацумаэ-тё:) — посёлок в Японии, находящийся в уезде Мацумаэ округа Осима губернаторства Хоккайдо. Площадь посёлка составляет 293,11 км², население — 8331 человек (30 июня 2014), плотность населения — 28,42 чел./км².

## Географическое положение
Посёлок расположен на острове Хоккайдо в губернаторстве Хоккайдо. С ним граничат посёлки Фукусима, Каминокуни, Накадомари.

## Население
Население посёлка составляет 8331 человек (30 июня 2014), а плотность — 28,42 чел./км². Изменение численности населения с 1980 по 2005 годы:
| 1980 | 17 524 чел. |  |
| 1985 | 16 016 чел. |  |
| 1990 | 13 546 чел. |  |
| 1995 | 12 151 чел. |  |
| 2000 | 11 108 чел. |  |
| 2005 | 10 121 чел. |  |

## Символика
Деревом посёлка считается сосна, цветком — цветок сакуры.

## Достопримечательности
Замок Мацумаэ